# バカルー・バンザイの8次元ギャラクシー
『バカルー・バンザイの8次元ギャラクシー』（The Adventures of Buckaroo Banzai Across the 8th Dimension）は、1984年のアメリカ映画。日本ではビデオスルーとなっており、テレビ放映時『バカルー博士の超次元アドベンチャー』の題で放映された。

## ストーリー
日本人の父とアメリカ人の母を持ち、物理学者で、脳神経外科医で、さらにロックバンドのボーカルでもある男バカルー・バンザイは、ある日実験中に偶然8次元の世界へ飛ばされてしまう。そこには凶悪なエイリアンが幽閉されており、バカルーは自分の世界を守るために戦う。

## キャスト
| 役名                   | 俳優                       | 日本語吹替                          |
| 役名                   | 俳優                       | テレビ東京版                        |
| ---------------------- | -------------------------- | ----------------------------------- |
| バカルー・バンザイ     | ピーター・ウェラー         | 野沢那智                            |
| エミリオ・リザルド     | ジョン・リスゴー           | 樋浦勉                              |
| ペニー・プリディ       | エレン・バーキン           | 佐々木優子                          |
| ニュージャージー       | ジェフ・ゴールドブラム     | 谷口節                              |
| ジョン・ビッグブーテ   | クリストファー・ロイド     | 西尾徳                              |
| パーフェクト・トミー   | ルイス・スミス             | 田中正彦                            |
| ジョン・エンダール     | ロザリンド・キャッシュ     | 三田ゆう子                          |
| ヒキタ教授             | ロバート・イトー           | 松岡文雄                            |
| リノ・ネバダ           | ペペ・セルナ               | 堀内賢雄                            |
| ウィドマーク大統領     | ロナルド・レイシー         | 幹本雄之                            |
| 国防長官               | マット・クラーク           | 千田光男                            |
| ローハイド             | クランシー・ブラウン       | 秋元羊介                            |
| ジョン・パーカー       | カール・ランブリー         | 小室正幸                            |
| ジョン・オコナー       | ヴィンセント・スキャヴェリ | 伊藤和晃                            |
| ジョン・ゴメス         | ダン・ヘダヤ               | 千田光男                            |
| キャスパー・リンドリー | ビル・ヘンダーソン         | 幹本雄之                            |
| ジョンソン             | ローラ・ハリントン         | 花咲きよみ                          |
| 施設警備員             | ジョナサン・バンクス       |                                     |
| その他                 |                            | 成田剣 叶木翔子 土方優人 村田美代子 |
| 演出                   |                            | 松川陸                              |
| 翻訳                   |                            | 入江敦子                            |
| 調整                   |                            | 栗林秀年                            |
| 制作                   |                            | ムービーテレビジョン                |
| 初回放送               |                            | 1991年1月24日 『木曜洋画劇場』      |

※ 合同会社是空と株式会社ポニーキャニオンより発売の『バカルー・バンザイの8次元ギャラクシー <HDニューマスター・スペシャルエディション> Blu－ray』 にテレビ東京版吹替が収録。

## 二次創作の続編
作家のアーネスト・クラインは下積み時代に本作の続編を二次創作として脚本を書き、ネットにアップして一躍知名度を上げている。後の代表作『ゲームウォーズ』およびその映画化作品『レディ・プレイヤー1』でも本作への言及がある。